# Narcisse ou l'Amant de lui-même

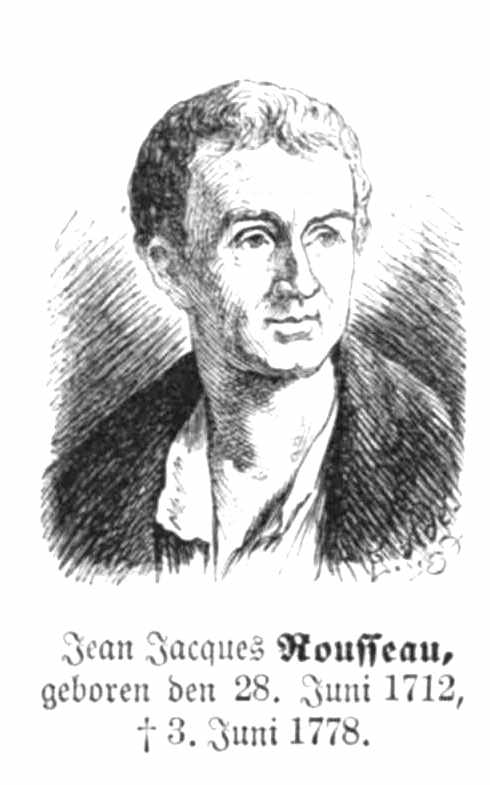
De schrijver van Narcisse, Jean-Jacques Rousseau

Narcisse ou l'Amant de lui-même was het laatste van de zeven toneelstukken en drie opera's die Jean-Jacques Rousseau schreef voor en tijdens zijn verblijf in Parijs van 1742 tot 1753.

## Beschrijving
Hoewel Rousseau later beweerde dat hij een eerste versie van Narcisse ou l'Amant de lui-même tijdens zijn achttiende levensjaar had geschreven was hij in werkelijkheid indertijd 21 jaar oud. Het is ook waarschijnlijk dat hijzelf het stuk meerdere malen heeft herschreven. Maar ook de veel bekendere Pierre Carlet de Marivaux heeft het toneelstuk in 1742 herzien en maakte het meer toegankelijk voor een groter publiek; dat was tien jaar voor de uiteindelijke opvoering. In december 1752 werd het stuk opgevoerd in de Comédie-Française, twee maanden na de opvoering van Le devin du village voor de koning op Fontainebleau. Rousseau gaf later in het Voorwoord en in zijn Bekentenissen een beeldende beschrijving van de mislukking die het stuk zou zijn geweest. In werkelijkheid had het veel succes en werd het slechts door toedoen van Rousseau zelf maar tweemaal opgevoerd. Het werd op dezelfde avond als het stuk van Voltaire Didon (eerste) en Merope (tweede avond) opgevoerd en beide keren was er meer aandacht voor het stuk van Rousseau.
Narcisse werd door een van de gebroeders Grimm, dan een vriend van Rousseau, beschreven als une mauvaise comédie. Het stuk was geschreven in de stijl van Marivaux. Het verhaal was tamelijk eenvoudig: een man, Valère, wordt verliefd op een schilderij van hemzelf, waarop hij gekleed is als vrouw. Het stuk begint als Valères zuster, Lucinda, van plan is om Valère, die op het punt staat in het huwelijk te treden met Angelica, in de val te lokken. Het is Lucinda's bedoeling de liefde van Valère voor Angelica te testen maar deze wordt direct hopeloos verliefd op zijn eigen gefeminiseerde portret, ofwel zijn eigenbeeld. Valère stuurt vervolgens Frontin heel Parijs door om de dame op het portret te zoeken. Uiteindelijk ziet hij in welke fout hij heeft gemaakt en besluit alsnog Angelica te trouwen. Het stuk gaat dus over narcisme en de moraal is: wanneer men werkelijk van een ander houdt dan eindigt de eigenliefde.
Projet concernant de nouveaux signes pour la musique · Dissertation sur la musique moderne  · Discours sur les sciences et les arts · Discours sur la vertu du héros · Le devin du village · Narcisse ou l'Amant de lui-même · Discours sur l'origine et les fondements de l'inégalité parmi les hommes · Examen de deux principes avancés par M. Rameau · Jugement du Projet de paix perpétuelle de Monsieur l'Abbé de Saint-Pierre · Lettres morales, écrites entre 1757 et 1758, publication posthume en 1888 · Lettre sur la providence · J.-J. Rousseau, Citoyen de Genève, à M. d'Alembert sur les spectacles · Julie, ou la nouvelle Héloïse · Émile, ou De l'éducation, dans lequel est inclus La profession de foi du vicaire savoyard au livre IV · Du contrat social · Lettres écrites de la montagne · Lettres sur la législation de la Corse · Considérations sur le gouvernement de Pologne · Pygmalion · Essai sur l'origine des langues · Projet de constitution pour la Corse · Edictionnaire de musique · Les Confessions · Dialogues, Rousseau juge de Jean-Jacques · Les Rêveries du promeneur solitaire · Émile et Sophie, ou les Solitaires